# 향명
향명(鄕名, 영어: common name, vernacular name)은 각 언어의 민간에서 불러 온 동식물의 이름이다. 생물학에서 학술적 편의를 위하여 라틴어로 붙인 학명과 대조적인 의미로 사용된다. 
한국에서는 국가 기관에서 동식물의 향명 가운데 국명(國名)을 정하여 이름을 표준화하고 있다.

## 같이 보기
- 분류:식물 향명
- 종명 (동물학)